# سنطاوات
السنطاوات (الاسم العلمي: Mimosoideae) هي أسرة من النباتات تتبع فصيلة البقولية من الرتبة الفوليات.
تضمّ 80 جنسًا و3.200 نوعًا. منها مرجان الغابة.

## تصنيف

### قبيلة السنطاوية
تضم قبيلة السنطاوية الأجناس التالية:
- السنط (الاسم العلمي: طلح)
- (الاسم العلمي: طلح)
- (الاسم العلمي: ظبيان)
- (الاسم العلمي: كنهبل)

### قبيلة الإنجاوية
تضم قبيلة الإنجاوية الأجناس التالية:
- (الاسم العلمي: Abarema)
- (الاسم العلمي: Affonsea)
- (الاسم العلمي: ألبيزيا)
- (الاسم العلمي: Archidendron)
- (الاسم العلمي: Calliandra)
- (الاسم العلمي: انترولوبيم)
- (الاسم العلمي: سنط أبيض)
- (الاسم العلمي: Havardia)
- (الاسم العلمي: Inga)
- (الاسم العلمي: Lysiloma)
- (الاسم العلمي: Paraserianthes)
- (الاسم العلمي: قرط القرد)
- (الاسم العلمي: Serianthes)
- (الاسم العلمي: Zygia)

### قبيلة الميموزاوية
تضم قبيلة الميموزاوية الأجناس التالية:
- الميموزا وهي الجنس النموذجي لهذه القبيلة
- الغاف
- (الاسم العلمي: Adenanthera)
- (الاسم العلمي: Anadenanthera)
- (الاسم العلمي: Aubrevillea)
- (الاسم العلمي: Cylicodiscus)
- (الاسم العلمي: دسمنتوس)
- (الاسم العلمي: حجوجم)
- (الاسم العلمي: Dinizia)
- (الاسم العلمي: Elephantorrhiza)
- (الاسم العلمي: Entada)
- (الاسم العلمي: لوسينيا)
- (الاسم العلمي: Neptunia)
- (الاسم العلمي: Newtonia)
- (الاسم العلمي: Parkia)
- (الاسم العلمي: Pentaclethra)
- (الاسم العلمي: Piptadenia)
- (الاسم العلمي: Stryphnodendron)
- (الاسم العلمي: Xylia)

### قبيلة الميموزيغانتاوية
تضم قبيلة الميموزيغانتاوية الأجناس التالية:
- ميموزيغانتوس (الاسم العلمي: Mimozyganthus)